# Mastododera tibialis
Mastododera tibialis är en skalbaggsart som beskrevs av Leon Fairmaire 1894. Mastododera tibialis ingår i släktet Mastododera och familjen långhorningar.
Artens utbredningsområde är Madagaskar. Inga underarter finns listade i Catalogue of Life.